# James Hillier
Đừng lẫn lộn với diễn viên người Anh James Hillier (diễn viên).
James Hillier (22.8.1915 – 15.1.2007) là nhà khoa học và nhà phát minh người Mỹ gốc Canada, đã - cùng với Albert Prebus - thiết kế và chế tạo thành công kính hiển vi điện tử đầu tiên ở Bắc Mỹ năm 1938.

## Cuộc đời và sự nghiệp
Ông sinh tại Brantford, Ontario, Canada, là con của James và Ethel (Cooke) Hillier. Ông đậu bằng cử nhân toán học và vật lý năm 1937; bằng thạc sĩ năm 1938 và bằng tiến sĩ năm 1941 ở Đại học Toronto. Tại đây, khi còn là sinh viên mới tốt nghiệp, ông đã hoàn thành một nguyên mẫu của kính hiển vi điện tử do Ernst Ruska phát minh. Kính hiển vi điện tử truyền qua này được dùng làm nguyên mẫu cho các kính hiển vi điện tử sau này.
Năm 1941, ông sang Hoa Kỳ làm việc ở Radio Corporation of America (Công ty Radio Hoa Kỳ, viết tắt là RCA) tại Camden, New Jersey.
Ông trở thành tổng giám đốc các phòng thí nghiệm RCA (1957); Phó chủ tịch các phòng thí nghiệm RCA (1958); Phó chủ tịch nghiên cứu và Khoa học Kỹ thuật (1968); Phó chủ tịch điều hành nghiên cứu và Khoa học Kỹ thuật (1969); phó chủ tịch điều hành và Nhà khoa học trưởng (1976).
Các công nghệ học mới phát triển trong thời gian nắm quyền của ông trong đó có hệ thống trở thành SelectaVision của RCA.. Hillier đã mất nhiều năm làm cho kính hiển vi điện tử tinh tế hơn và tiếp thị kính này tới các phòng thí nghiệm nghiên cứu cùng các trường đại học. Ông đã nhận được tổng cộng 41 bằng sáng chế cho các vật sáng chế.
Sau khi rút lui khỏi RCA năm 1977, Dr. Hillier làm cố vấn về công nghệ học cho Thế giới thứ ba và thúc đẩy việc giáo dục khoa học.
Mặc dù trở thành công dân Mỹ năm 1945, Hillier vẫn giữ mối liên hệ với cộng đoàn dân Brantford suốt đời. Quỹ James Hillier, thành lập năm 1993, trao học bổng cho các sinh viên của hạt Brantford học ngành khoa học.

## Gia đình
Năm 1936, ông kết hôn với Florence Marjory Bell, cuộc hôn nhân kéo dài tới khi Florence qua đời năm 1992. Họ có hai con trai: James Robert Hillier và William Wynship Hillier.
Hillier từ trần ở Princeton, New Jersey ngày 15.1.2007 

## Giải thưởng và Vinh dự
- 1950, trường công lập James Hillier ở Brantford, Ontario khai trương.
- 1960, ông đoạt giải Albert Lasker cho nghiên cứu Y học cơ bản.
- 1980, ông được đưa vào National Inventors Hall of Fame.
- 1981, ông nhận Founders Medal của Viện kỹ sư điện và điện tử (Institute of Electrical and Electronic Engineers).